# Provinz Limón
Limón ist eine Provinz von Costa Rica an der Atlantikküste. Die Nachbarterritorien sind (im Uhrzeigersinn) Panama, die costa-ricanischen Provinzen Puntarenas, San José, Cartago und Heredia und Nicaragua. Die Hauptstadt Puerto Limón besitzt den größten Container-Hafen von Costa Rica, durch den der Export von Waren wie Kaffee und Bananen ermöglicht wird. Die Provinz hat eine Fläche von 9189 km² und 386.862 (2011) Einwohner. Etwa 50 Prozent der Einwohner sind karibischer Abstammung, meist aus Jamaika. Neben der spanischen Sprache wird auch eine englische Kreolsprache gesprochen.

## Geschichte
Im Jahre 1502 erreichte der italienische Seefahrer Christoph Kolumbus, nachdem er 1492 den amerikanischen Kontinent entdeckt hatte, die kleine Insel Uvita, welche 700 m vor dem Dock des heutigen Seehafens von Puerto Limón liegt. 
Während der spanischen Kolonialzeit war die schwer zugängliche, von Piraten heimgesuchte Karibikküste Costa Ricas wenig erschlossen. Die änderte sich 1867, als der  Bau einer Eisenbahn begann, die das Hochland mit der Küste verband. Das Eisenbahnprojekt sowie die neu geschaffenen Bananenplantagen in der Provinz lockten viele afrokaribische Arbeiter ins Land, deren Nachfahren heute einen signifikanten Bevölkerungsanteil der Region ausmachen.

## Tourismus

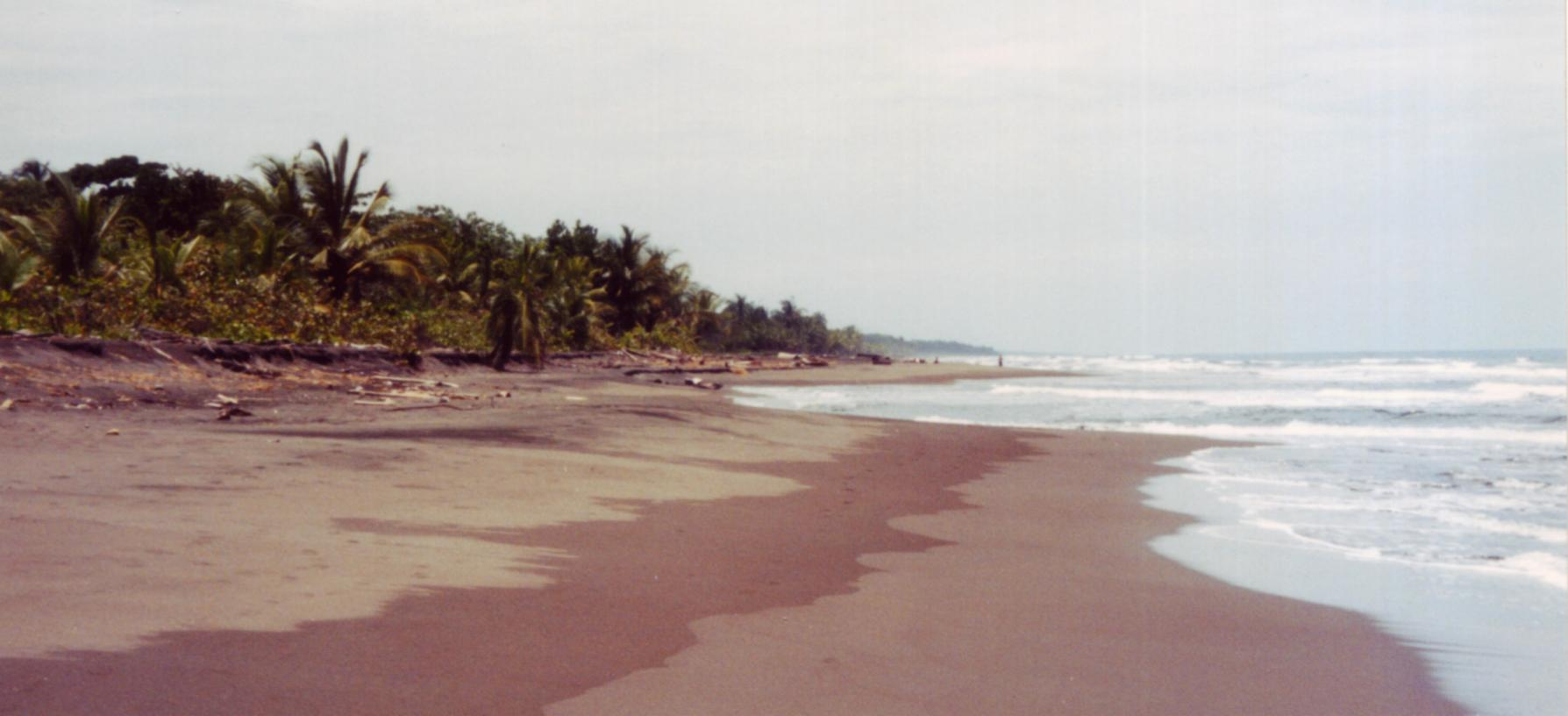
Karibikküste in Tortuguero, Limón

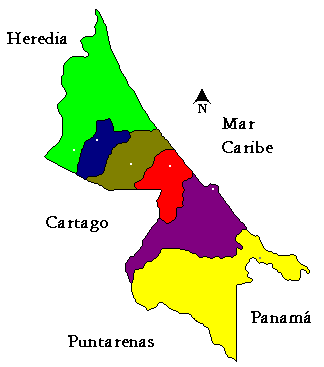
Kantone der Provinz Limón

Die gesamte Karibikküste Costa Ricas liegt in Limón. Damit hat die Provinz 336 km weißen Sandstrand. Außerdem gibt es Nationalparks zum Schutz des tropischen Regenwaldes und der Korallenriffe sowie einer Vielzahl von bedrohten Pflanzen- und Tierarten. So zum Beispiel der im Norden der Provinz gelegene Nationalpark Tortuguero. Die Haupteinnahmequelle der Bewohner ist heute der Tourismus und nicht mehr die Abholzung der tropischen Wälder. Über 300 verschiedene Vogelarten, Kaimane, Meeresschildkröten und andere Lebewesen können hier beobachtet werden und machen das Gebiet zu einem beliebten Ziel für wissenschaftliche Untersuchungen und für den Ökotourismus.

## Verwaltungsgliederung
Die Provinz ist in sechs Kantone unterteilt. Kantone (mit Hauptstadt) von Nord nach Süd:
| Kanton    | Hauptstadt   | Einwohner (2011) |
| --------- | ------------ | ---------------- |
| Pococí    | Guápiles     | 125.962          |
| Guácimo   | Guácimo      | 41.266           |
| Siquirres | Siquirres    | 56.786           |
| Matina    | Matina       | 37.721           |
| Limón     | Puerto Limón | 94.415           |
| Talamanca | Bribri       | 30.712           |